# Citharexylum poeppigii
Citharexylum poeppigii là một loài thực vật có hoa trong họ Cỏ roi ngựa. Loài này được Walp. mô tả khoa học đầu tiên năm 1845.